# Ural-Kosakenheer

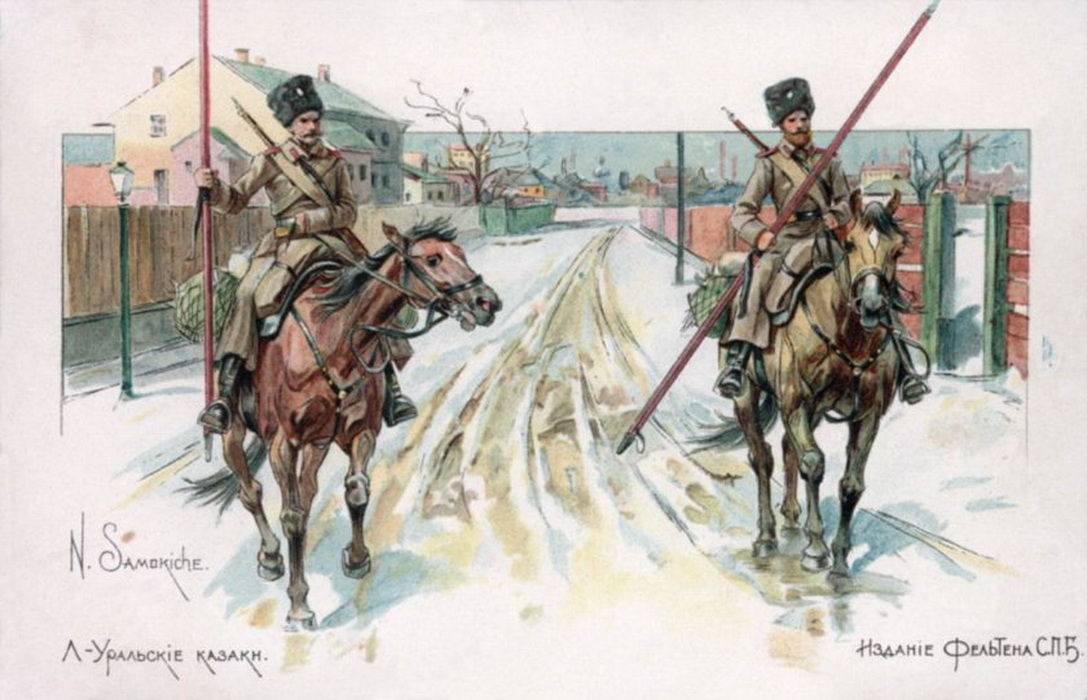
Ural-Kosaken (Mykola Samokysch, 1861)

Das Ural-Kosakenheer (russisch Уральское казачье войско, auch Jaik-Kosakenheer, nach dem Namen des Flusses Ural bis 1775) war vor der Eingliederung in die Kaiserlich Russische Armee eine irreguläre Truppe, danach war das Ural-Kosakenheer eine militärische Einheit im Russischen Kaiserreich. Die Gründung geht auf das Jahr 1775 zurück, es wurde 1917 aufgelöst. Das Hauptquartier war in Uralsk.

## Vorgeschichte
Die Herkunft der Uraler Kosaken beginnt im Jahre 1584 und verweist auf die Ansiedlung von Don- und Wolga-Kosaken. Zu ihren Anführern gehörten Matvey Meshscheryak und der Ataman Barabosh. Die Kolonisation entlang des Urals war die Eroberung neuen Lebensraums. Das ursprüngliche Siedlungszentrum der Kosaken in Yaik befand sich an der Mündung des Flusses Ilek Kosh-Yaik. Die Kosaken beschäftigen sich hauptsächlich mit Fischfang, Salzgewinnung und Jagd.

## Geschichte

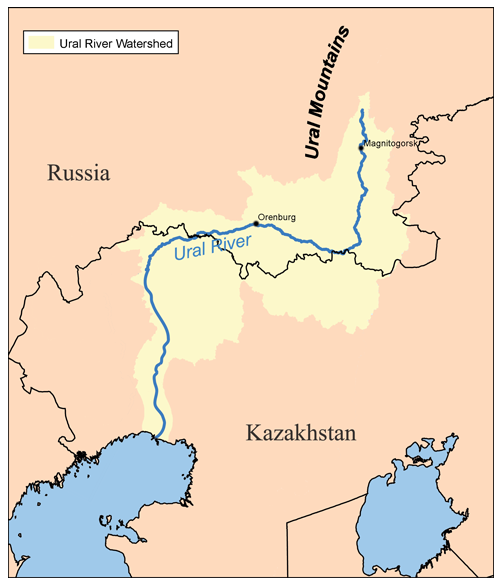
Ural (Fluss)

Der Lebensraum der Ural-Kosaken erstreckte sich entlang des rechten Uralufers und verlief parallel zur kirgisischen Steppe. Sie begann bei Mukhranov und endete ungefähr bei Chunev, wo der Ural in das Kaspische Meer mündet. In den Stanizas, den sogenannten Kosakensiedlungen, befanden sich ungefähr 100 – 200 Häuser, zwischen den Siedlungen lag eine Entfernung von etwa 10 bis 13 Meilen. Die Kosaken betrieben überwiegend Landwirtschaft. Die männlichen Kosaken vom 20sten bis 50sten Lebensjahr verpflichtete sich zum Dienst in dem Ural-Kosakenheer, in der Regel waren dieses neun Jahre in unterschiedlichen Zeitabschnitten.
1718 wurden von der russischen Regierung ein Ataman und seine Gehilfen eingesetzt. Sie bestimmten nun den Wohnsitz und die Aufenthaltsorte der Kosaken und ihren Familien. Dieses führte in den 1720er Jahren zu Unruhen, die Kosaken widersetzten sich den Anordnungen. Der sogenannte „Kosakenaufstand“ wurde 1723 gewaltsam unterdrückt und der frei gewählte Ataman und seine Gehilfen wurden hingerichtet. Seit dieser Zeit wurden die Uraler Kosaken durch die russische Regierung verwaltet und befehligt. Im Jahr 1748 wurde für das Kosakenheer ein zentraler Führungsstab eingeführt, ihm unterstanden 7 Regimenter.
Zu einem weiteren Aufstand der Uralkosaken kam es während des Pugatschow-Aufstands in den Jahren 1773 – 1775, die kaiserlichen Regierungstruppen wurden niedergemetzelt. Am Ende des Aufstandes, im Jahre 1775, erließ Katharina II. (1729 – 1769) ein Dekret, welches die Zugehörigkeit, als eine reguläre Truppe, zur Kaiserlichen Russischen Armee festlegte, dieses ist das offizielle Gründungsjahr des Ural-Kosakenheeres. Die Autonomie der Uralkosaken wurde somit aufgehoben, als Kosakenführer wurden den Uralkosaken ein Ataman und ein Oberbefehlshaber zugewiesen.
Seit 1782 unterstanden die Uraler dem Orenburger Generalgouverneur. Eine weitere Reorganisation erfolgte 1868 mittels einer „Provisorischen Verordnung“, von nun an waren sie dem neu geschaffenen Ural-Gebiet zugeordnet und unterstanden dem Uraler Generalgouverneur. Das Gebiet war in die Regionen (Divisionsbezirke) Ural, Lischenski und Gurjewski aufgeteilt und umfasste im Jahre 1916 290 000 Menschen in 480 Stanizas.
1897 bestand das Ural-Kosakenheer aus zwei Reiterregimentern und einer Leibgarde-Eskadron, im Krieg wurde ein weiteres Reiterregiment aufgestellt. Die Leibgardeeskadron unterstand der 1. Gardekavalleriedivision. Im Jahre 1891 nahm das Kosakenheer folgende Gliederung ein: 1. – 10. Kosakenregiment.

## Struktur
Im Gebiet der Uraler Kosaken lebten seit etwa 1835 bis zu 25 000 Männer, von denen etwa 12 000 im dienstpflichtigen Alter waren. Im Jahre 1837 waren davon rund 3 300 im aktiven Dienst. Zu Kriegszeiten konnten die militärischen Einheiten mit mobilisierten Reservekräften innerhalb von drei Wochen aufgerüstet werden. Innerhalb der Stanitzas herrsche eine militärische Ordnung vor, ein Offizier im Rang eines Rittmeisters stand der Dorfgemeinde vor. Dieser übte die richterliche und administrative Gewalt aus und ernannte seine Stellvertreter und Sachverwalter. Zu jedem Ort gehörte ein Wachzug mit einer Stärke von 15 bis 20 Mann, der in einem 24-stündigen Wachdienst seine Aufgaben wahrnahm.
Das gesamte Gebiet der Uraler Kosaken bildete eine soziale, wirtschaftliche, militärische und politische Einheit das Zentrum bildete Uralsk. Die Stadt wurde 1613 zwischen den Flüssen Tschagan und Ural unter dem Namen Jaiksk als Kosakensiedlung gegründet. Heute heißt die Stadt Oral (kasachisch) oder Uralsk (russisch). Den Kosaken wurden von einem gewählten Ataman angeführt, dieser vertrat ihre Interessen gegenüber dem Gouverneur. Er leitete eine zentrale Regierung, durch die auch die Finanzverwaltung geregelt wurde. Nach diesem Prinzip gab es kein Recht auf Landbesitz, alle Einnahmen flossen in das kommunale Eigentum. Der Ataman und die örtlichen Gemeindevorsteher regelten alle ausführenden Maßnahmen, hierzu gehörte der Erntetag, genau so wie der Tag des Mähens oder des Säens. Selbst der Zeitpunkt des Störeangelns, dem Lieferanten des Kaviars, wurde von den Kosakenführern angeordnet. Mit dem kaiserlichen Dekret von Katharina II. wurde diese Form der Selbstverwaltung aufgehoben.

## Uniformfarben

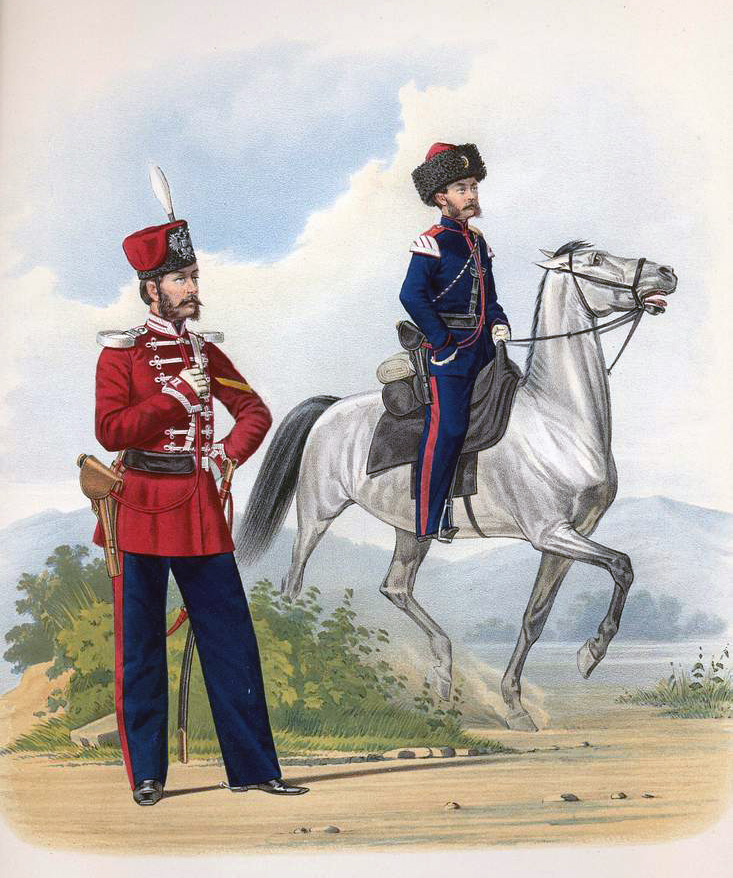
Ural-Kosaken (1867)

Die Regimentsfahne der Uraler Kosaken bestand 1883 aus einem dunkelblauen Tuch mit Himbeerrand und einem Bild des Erzengels Michael, der auch der Schutzpatron der Kosaken war. Die Kosaken trugen blaue Uniformen und Caplets, sie hatten karminrote Bänder und Hosenstreifen.

## Bewaffnete Einsätze

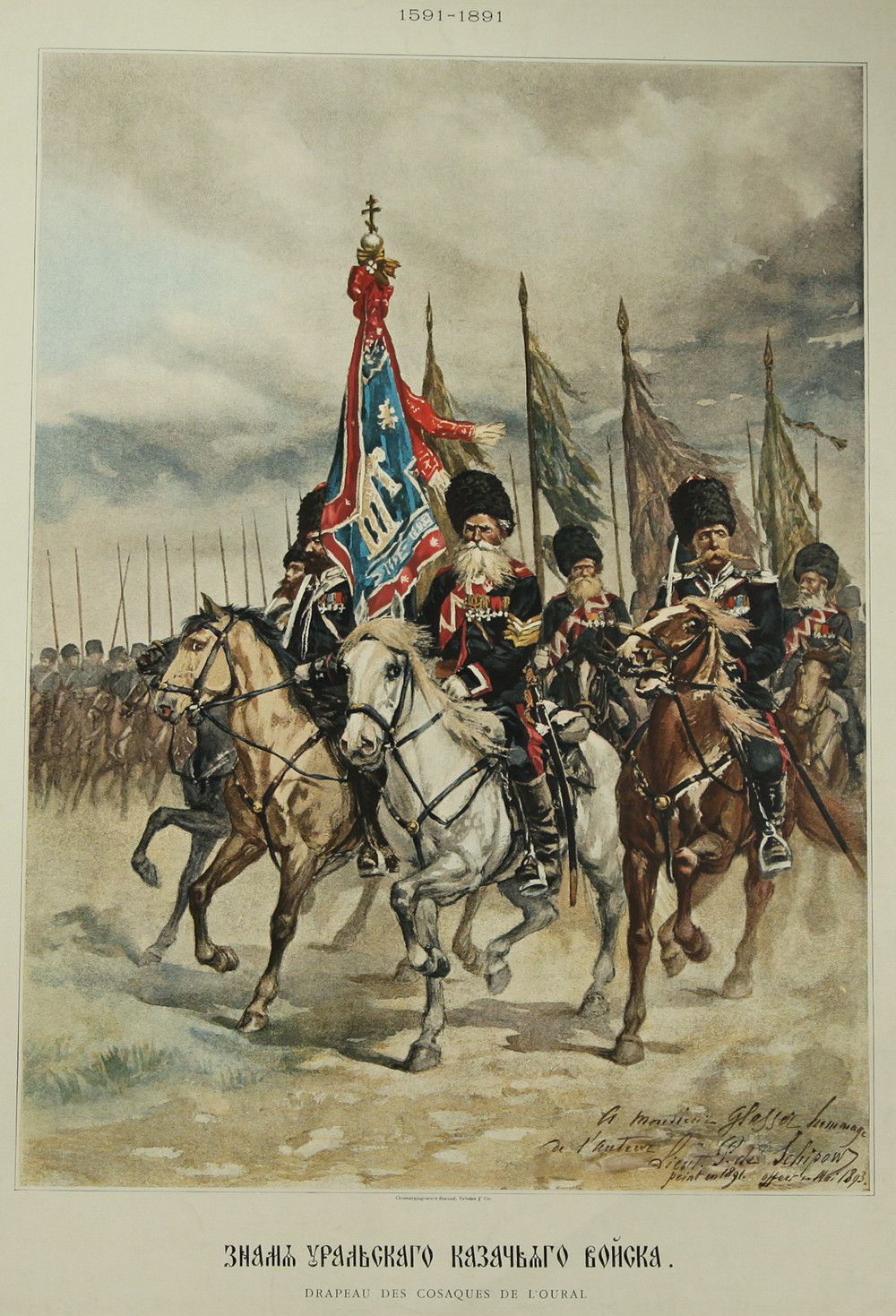
Parade eines Ural-Kosaken Reiterregiments

Im Jahr 1717 nahmen Kämpfer des Ural-Kosakenheeres unter der Führung von Prinz Alexander Bekowitsch-Tscherkasskii einem Feldzug gegen das muslimische Khanat Xiva (heute in Usbekistan) teil. Die russischen Einheiten wurden in einen Hinterhalt gelockt und angegriffen. Aus diesem Krieg kehrten sehr wenige Kosaken zurück. 1798 waren zwei Kosakenregimenter an der italienischen und schweizerischen Kampagne, im Zweiten Koalitionskrieg unter der Führung des Generals Alexander Wassiljewitsch Suworow, eingesetzt. Im Sechsten Koalitionskrieg von 1792 bis 1815 waren die Ural-Kosaken mit dem 3. und 4. Kosakenregiment unter dem Kommando von General Wassili Jakowlewitsch Tschitschagow der Donauarmee zugeteilt. Ural-Kosaken nahmen am russisch-türkischen Krieg von 1828–1829 und an der Unterdrückung des polnischen Aufstands von 1830 teil. Während des Krimkrieges 1853 – 1856 wurden zwei Regimenter vom Ural-Kosaken-Heer abgestellt. Während des Ersten Weltkriegs stellte das Ural-Kosakenheer 9 Kavallerie-Regimenter, eine Artilleriebatterie, eine Wächtereinheit, 9 Sonder- und Ersatzhundertschaften, insgesamt waren sie mit 13 000 Kosaken im Kriegseinsatz. Für ihre Tapferkeit wurden 5 378 Offiziere des Ural-Kosakenheeres mit dem russischen St. Georgsorden ausgezeichnet.

## Oktoberrevolution und Bürgerkrieg
Die Ural-Kosaken waren nach der Oktoberrevolution von 1917 bestrebt Neutralität zu wahren. Ihr Hauptaugenmerk lag in der Erhaltung der eigenen inneren Ordnung und der Bewahrung der eigenen Lebensstrukturen. Nur wenige ältere Kosaken nahmen an kleineren Meutereien gegen die neuen Machthaber teil. Mit Ausbruch des Bürgerkrieges im Jahre 1918 erhoben sich die Ural-Kosaken gegen das bolschiwistische Revolutionskomitee und kämpften gegen die Truppen, die den Aufstand niederkämpfen sollten. Unter der Führung des 1919 gewählten Ataman Generalleutnant Tolstow bildeten die Ural-Kosaken das Rückgrat der Ural-Armee, sie unterlagen aber 1920 der Übermacht der Sowjets. 1930 leitete die Sowjetregierung eine Racheaktion gegen mehrere Kosakenheere ein, während das Don-Kosakenheer, das Kuban-Kosakenheer und das Terek-Kosakenheer durch Josef Stalin (1878 – 1953) teilweise restauriert wurde, das Ural-Kosakenherr wurde gänzlich aufgelöst.

## Renaissance

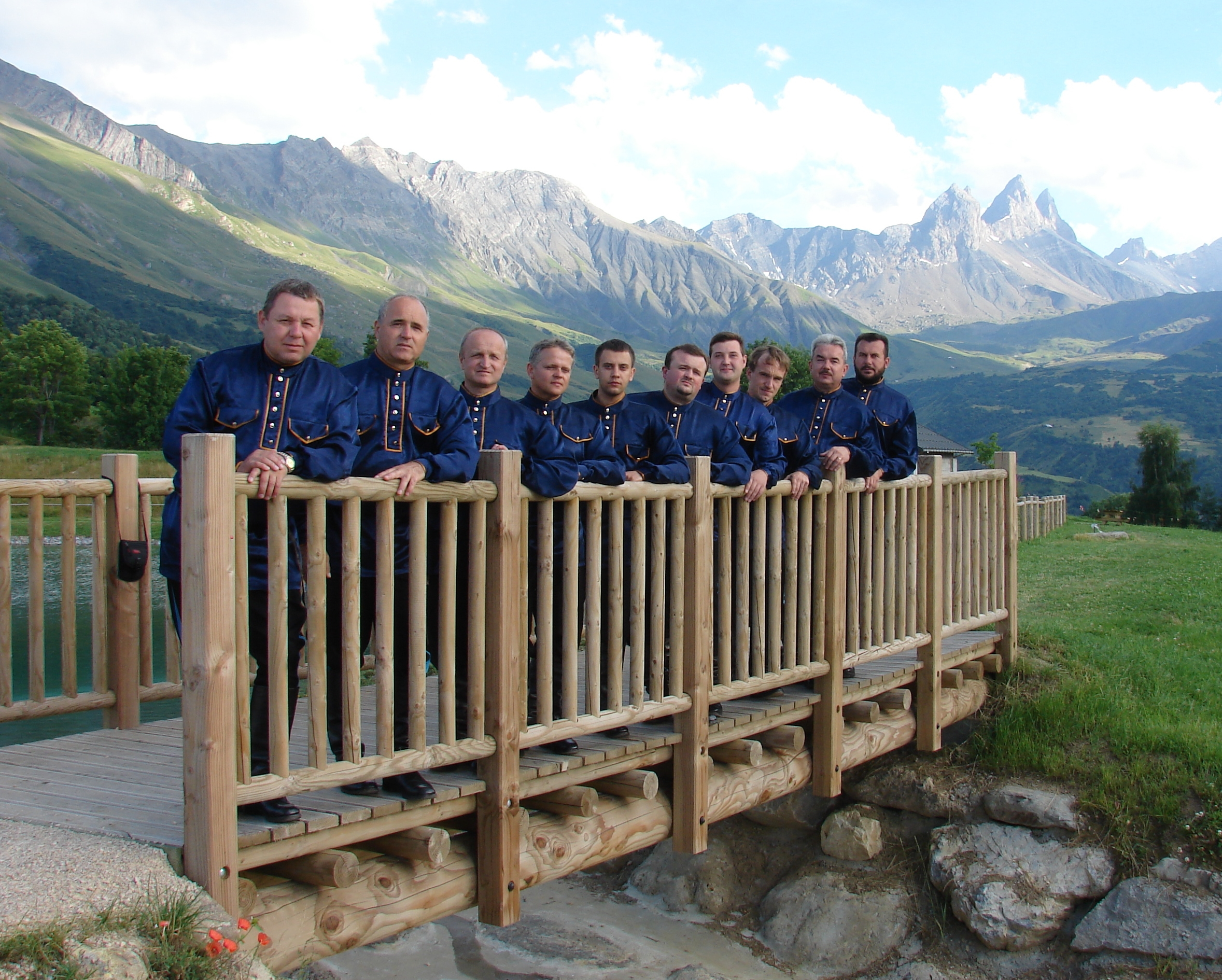
Vladimir Kozlovskyy (Mitte) mit dem Chor in Österreich 2008

Nach der russischen Revolution 1917 emigrierten viele zarentreue Kosaken und verteilten sich über Europa, China, Australien und die USA. Zur Pflege ihrer Kultur, insbesondere der Lieder und Tänze, gründete Andrei Iwanowitsch Scholuch 1924 in Paris den „Ural Kosaken Chor“. Im Februar 1990 versammelten sich in Uralsk 30 Delegierte und gründeten die „Historische kulturelle Gesellschaft der Ural Kosaken Stadt“. Im September 1991 feierten sie den 400. Jahrestag der Ural-Kosaken, schließlich wurde die Gesellschaft 1996 als eine offizielle Gemeinschaft Instrumentalisierung des Kosakentums registriert und in die Kosakische Union Russlands eingetragen. 1999 kam es zu einem Zusammenschluss der Ural-Kosaken, die sich nun zur Ural-Kosakengemeinschaft umgliederten.